# ام صلال علی
ام صلال علی یک منطقهٔ مسکونی در قطر است که در ام صلال (شهرداری) واقع شده‌است. ام صلال علی ۱۱٫۱ کیلومتر مربع مساحت دارد.